# سادات البارا
سادات البارا (بارا من الكلمة الهندية bārah "أثنا عشر") هي جماعة من السادة، تتكون في الأصل من مجموعة من أثني عشر قرية تقع في منطقة مظفرنجر في ولاية أتر برديش في الهند. كان لهذا المجتمع تأثير كبير في عهد الإمبراطورية المغولية. تم العثور على أعضائها أيضاً في منطقة كارنال وهاريانا بولاية كجرات وكارناتاكا في الهند. وقد هاجر بعض أعضاء هذا المجتمع إلى باكستان بعد الأستقلال واستقروا في كراتشي، ولاية كيربور في السند ولاهور.

## التاريخ والأصل
غادر جد أسياد البارا، السيد أبو فرح الحسيني الواسطي، منزله الأصلي في واسط، العراق، مع أبنائه الإثني عشر في نهاية القرن العاشر أو بداية القرن الحادي عشر الميلادي وهاجروا إلى الهند، حيث حصل على أربع عقارات في البنجاب. مع مرور الوقت، تسلم أحفاد أبو فرح على رئاسة بارا (البلدة) في مظفرنجار.
هناك أربعة أقسام فرعية من سادات البارا في منطقة مظفرنجار:
1. التيحانبوري، الذي كانت مدينتهم الرئيسية جانساث، ينتمون إلى سيد نجم الدين
2. الشطراودي، الذي كانت مدينتهم الرئيسية سامهالهيرا، ينتمون إلى سيد أبو ليل فازاييل الواسطي,
3. الكونديول، الذي كانت مدينتهم الرئيسية موجهيرا، ينتمون إلى سيد داود.
4. الجاجنيري، الذي كانت مدينتهم الرئيسية بيداولي، ينتمون إلى سيد أبو الفرايش,

يعود أصل سادات البارا إلى سيد أبو فرح الحسيني الواسطي، أبن سيد داوود الحسيني، الذي جاء إلى غزنة في أفغانستان، من واسط، بدعوة من محمود الغزنوي. كان لديه أثنا عشر أبناً منهم أربعة أستقروا في أربع قرى كوندلي تيهانبور، جاجنير و تشات-بانور، بالقرب من مدينة باتيالا. أسس هؤلاء الأبناء عددًا من العشائر، أهمها الشاترودي، الكوندليوال، التيهانبوري والجاجنري، من القرى المخصصة لهم.
سليل آخر لسيد أبو فرح كان سيد مصطفى الحسيني (قرية تسرا - كجرات) وأخوته سيد الاد (علاء الدين) الحسيني (قرية جوتها - سافلي - كجرات) وسيد نتيب الحسيني (قرية باليا - كجرات) أتى أثناء السلطان محمود من سلطنة بيغادا 1484 ميلادي & السيد مصطفى أبن السيد محمد الحسيني قاضي القزات الذي حصل على منصب كبير القضاة ومُنح ثلاث قرى في سارانال، من قبل كجرات أورنجزيب في 1674 ميلادي وهاجر هناك. هؤلاء الأحفاد الثلاثة من أحفاد السلالة المتفرعة من سادات بارا في ولاية كجرات (تاسرا، بالي & غوثادا).
عندما جاء السادة إلى الهند من آسيا الوسطى أختاروا الأستقرار في مظفرنجر؛ هؤلاء الناس يسمون بسادة بارا أو (سادات بارا). المنطقة لديها واحد من أكبر تجمعات من السادة في الهند.

## القرى
بعض القرى التي يمكن العثور فيها على سادات بارا هي:
- تشيتورا، أسسها مير جواد علي
- سادات بيرا
- كاكرولي
- ميرانبور
- أميا دوريه أسسها السيد بير علي
- كيثورا أسسها السيد نصرت يار خان
- موجيرا
- كوال
- سيكريرا خولا
- جانساث
- سيد رسولبور منطقة. بنجور أسسها السيد محمد علي

## وصلات خارجية
- http://therepublicofrumi.com/msrangeela.htm